# Burkhard Hirsch

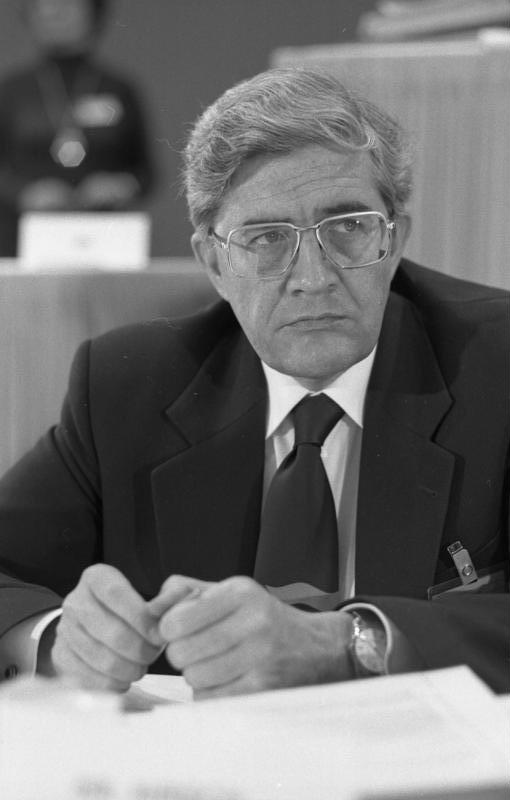
Burkhard Hirsch (1977)

Burkhard Hirsch (* 29. Mai 1930 in Magdeburg; † 11. März 2020 in Düsseldorf) war ein deutscher Politiker (FDP). Er war von 1975 bis 1980 Innenminister des Landes Nordrhein-Westfalen und von 1994 bis 1998 Vizepräsident des Deutschen Bundestages. Er setzte sich für den Schutz demokratischer Bürgerrechte ein und wandte sich gegen staatliche Überwachungsmaßnahmen, die diese Rechte untergraben.

## Leben und Beruf
Er war der Sohn des Landgerichtsdirektors Alfred Hirsch. Nach dem Abitur 1948 in Halle (Saale) absolvierte Hirsch ein Studium der Rechtswissenschaft in Marburg, welches er 1954 mit dem ersten und 1959 mit dem zweiten juristischen Staatsexamen beendete. Von 1960 bis 1967 war er bei der Wirtschaftsvereinigung Eisen- und Stahlindustrie tätig. 1961 promovierte er in Rechtswissenschaft. Ab 1964 war er als Rechtsanwalt in Düsseldorf zugelassen. Von 1967 bis 1971 war er Justitiar bei der Walzstahlkontor West GmbH in Duisburg-Rheinhausen und von 1973 bis 1975 Direktor bei der Mannesmann AG in Düsseldorf.
Hirsch gehörte jahrzehntelang der deutschen Humanistischen Union an, einer nicht-staatlichen Vereinigung zum Schutz und zur Durchsetzung von Bürgerrechten. Burkhard Hirsch war verheiratet und hatte zwei Kinder.

## Politik

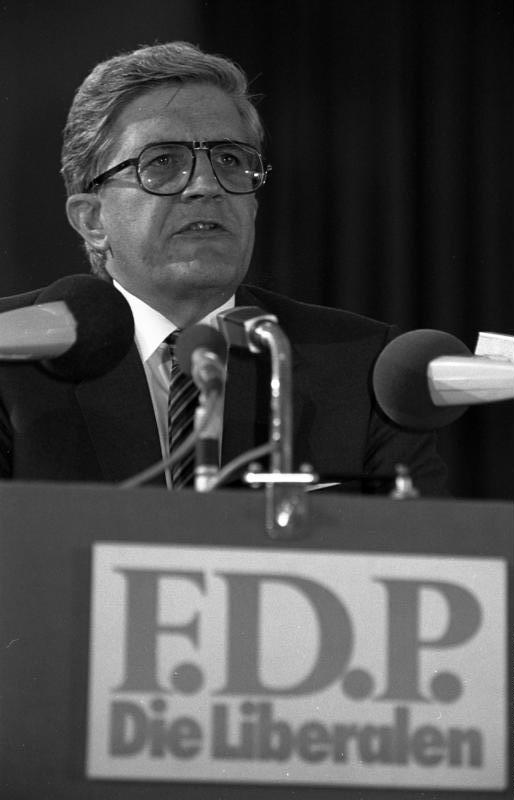
Burkhard Hirsch auf dem FDP-Bundesparteitag 1981 in Köln

Schon 1948 trat Hirsch der LDP in Halle (Saale) bei. Nach seiner Flucht nach Westdeutschland wurde er 1949 Mitglied der FDP und der Deutschen Jungdemokraten (DJD). Von 1959 bis 1964 war Hirsch Landesratsvorsitzender der DJD Nordrhein-Westfalen. Zwischen 1971 und 1977 bekleidete er das Amt des Kreisvorsitzenden der FDP Düsseldorf, deren Kreisvorstand er bereits seit 1965 angehört hatte. Von 1979 bis 1983 war er Landesvorsitzender der FDP Nordrhein-Westfalen, nachdem er bereits seit 1971 Mitglied des Landesvorstandes gewesen war. Dem FDP-Bundesvorstand gehörte Hirsch von 1976 bis 2005 an.
Den Koalitionswechsel der FDP zur Union im Jahre 1982 (die damals so genannte Wende) lehnte Hirsch entschieden ab, blieb aber, wie Gerhart Baum und Hildegard Hamm-Brücher, in der Partei.
In der Affäre um die Akten- und Datenvernichtung im Bonner Kanzleramt („Bundeslöschtage“) nach der Wahlniederlage der Regierung Helmut Kohls im Jahr 1998 war Hirsch amtlich bestellter Sonderermittler des Untersuchungsausschusses. Er wies nach, dass erhebliche Aktenlücken in brisanten Sachgebieten wie der Leuna-Verkaufs-Affäre und bei Rüstungsgeschäften mit dem Nahen Osten vorlagen. Lücken gab es bei Akten zu Treuhand-Privatisierungen, zum Waffenexport von Fuchs-Spürpanzern sowie zum Bau einer Panzerfabrik in Kanada. Der Bericht von Burkhard Hirsch über die „Bundeslöschtage“ wurde nicht offiziell veröffentlicht, kam jedoch später über die Presse an die Öffentlichkeit (siehe Weblinks). Hirsch wurde während der Arbeit des Ausschusses vor allem von Seiten der CDU und der Frankfurter Allgemeinen Zeitung massiv kritisiert.
Burkhard Hirsch gehörte zum Freiburger Kreis und zum linksliberalen Flügel der FDP. Der Rechtsexperte trat immer wieder energisch für die Wahrung der Bürgerrechte ein. Gemeinsam mit seinen Parteikollegen Sabine Leutheusser-Schnarrenberger und Gerhart Rudolf Baum ging er erfolgreich vor dem Bundesverfassungsgericht gegen Teile des sogenannten Großen Lauschangriffs vor.
Mit Blick auf seine sonstigen politischen Einstellungen überrascht sein Abstimmungsverhalten bei der historischen Abstimmung im Mai 1997 über die Strafbarkeit von Vergewaltigung in der Ehe. Hirsch stimmte als einer von 138 Abgeordneten gemeinsam mit dem sehr konservativen Teil des Parlaments dagegen, Vergewaltigung auch in der Ehe als Verbrechen unter Strafe zu stellen. Die Gesetzesänderung wurde mit 471 Ja-Stimmen bei 35 Enthaltungen verabschiedet. Für die Abstimmung war die Fraktionsdisziplin aufgehoben worden. Zuvor war Vergewaltigung als „außerehelich“ definiert, weswegen eine Vergewaltigung in der Ehe nur als bloße Nötigung strafbar war.
Am 16. Oktober 1998 stimmte Hirsch im Bundestag gegen die Beteiligung deutscher Soldaten an einer möglichen NATO-Bombardierung Jugoslawiens. Dabei war er der einzige FDP-Abgeordnete (dazu die PDS-Bundestagsgruppe, 21 SPD-Politiker, 9 Grüne, 1 Unionspolitiker, 1 Fraktionsloser). In seiner mündlichen Erklärung machte er deutlich, dass er diesen Krieg für unmoralisch, völkerrechtswidrig und unnötig hielt. Erstens sei humanitäre Hilfe nicht mit militärischer Gewalt verbunden. Zweitens sei der 13. Deutsche Bundestag (1994–1998), in dessen letzte Sitzung diese Abstimmung fiel, nicht mehr befugt, über die deutsche Kriegsbeteiligung abzustimmen, denn die kürzlich abgehaltenen Bundestagswahlen hätten schon über eine neue Zusammensetzung des Bundestages entschieden. Dieser neue Bundestag müsse sich mit der Entscheidung über Krieg und Frieden befassen. Drittens verbiete die Charta der Vereinten Nationen die Anwendung von Gewalt, außer der UN-Sicherheitsrat stimme ihr zu. Diese Zustimmung lag nicht vor, so dass der Krieg dem Völkerrecht einen irreparablen Schaden zufügen werde.
Anfang 2005 legte Hirsch auch gegen das umstrittene Luftsicherheitsgesetz, das im Falle terroristischer Passagierflugzeugentführungen deren militärischen Abschuss bei potenzieller Gefahr von Hochhausanschlägen ausdrücklich erlauben wollte, Verfassungsbeschwerde ein. Am 15. Februar 2006 erklärte das Bundesverfassungsgericht den § 14 III des Luftsicherheitsgesetzes für nicht mit dem Grundgesetz vereinbar und somit für nichtig. Die Richter folgten in ihrer Entscheidung in fast allen Punkten den Beschwerdeführern.
Ferner wurde eine weitere Verfassungsbeschwerde von Hirsch und anderen Liberalen gegen die im November 2007 beschlossene Vorratsdatenspeicherung eingereicht. Im März 2010 erklärte das Verfassungsgericht die Vorschriften zur Vorratsdatenspeicherung für verfassungswidrig. Hirsch war offizieller Unterstützer der überwachungskritischen Datenschutzdemonstration Freiheit statt Angst.
Hirsch unterstützte 2011 zusammen mit den FDP-Abgeordneten Frank Schäffler, Holger Krahmer und Carlos Gebauer des "Liberalen Aufbruchs" das Verfahren für einen parteiinternen Mitgliederentscheid der FDP zum Europäischen Stabilitätsmechanismus, der Ende 2011 knapp scheiterte. Und er demonstrierte gegen die Euro-Rettungs-Aktivitäten.
Er gehörte zu den Unterstützern der Charta der Digitalen Grundrechte der Europäischen Union, die Ende November 2016 veröffentlicht wurde.
Von 1981 bis 1990 gehörte er dem Beirat der Friedrich-Naumann-Stiftung an.

### Abgeordneter
Von 1964 bis 1972 war Hirsch Ratsherr der Stadt Düsseldorf. Von 1972 bis 1975 sowie von 1980 bis 1998 war er Mitglied des Deutschen Bundestages und von November 1994 bis Oktober 1998 dessen Vizepräsident. Burkhard Hirsch zog stets über die Landesliste Nordrhein-Westfalen in den Deutschen Bundestag ein. Für die 1998 beginnende Legislaturperiode bewarb er sich nicht erneut um ein Mandat.

### Öffentliche Ämter
Nach der Landtagswahl in Nordrhein-Westfalen 1975 wurde Hirsch am 28. Mai 1975 als Innenminister in die von Ministerpräsident Heinz Kühn (SPD) geführte Landesregierung von Nordrhein-Westfalen berufen. Dieses Amt behielt er auch unter dem ab 1978 amtierenden Ministerpräsidenten Johannes Rau (SPD). Am 19. November 1979 wurde er zusätzlich zum Stellvertreter des Ministerpräsidenten des Landes Nordrhein-Westfalen ernannt. Da die von ihm seit 1979 angeführte Landes-FDP bei der Landtagswahl 1980 an der Fünf-Prozent-Hürde scheiterte und die SPD die absolute Mehrheit erringen konnte, schied Hirsch am 4. Juni 1980 aus der Landesregierung aus. 1983 verlor er den Landesvorsitz der FDP an Jürgen Möllemann.
1992 unterlag er Sabine Leutheusser-Schnarrenberger bei einer innerparteilichen Abstimmung über die Nachfolge von Klaus Kinkel als Bundesminister der Justiz.

## Ehrungen (Auswahl)

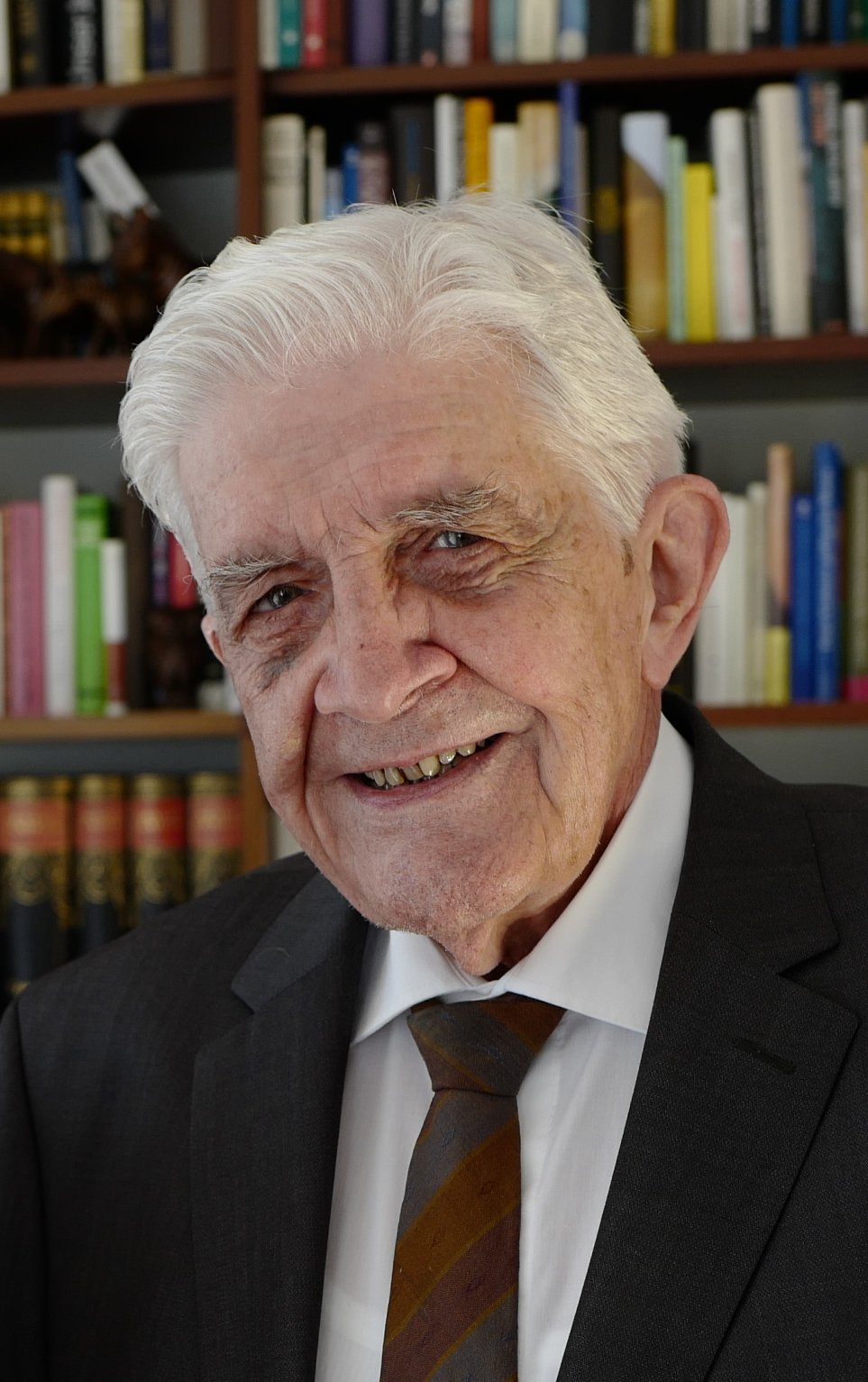
Burkhard Hirsch, 2017

- 2025 benannte die FDP NRW ihre Parteizentrale in Düsseldorf in Burkhard-Hirsch-Haus um.[13]
- 2016 Ehrenbürger der Hochschule Düsseldorf
- 2006 Ehrenpromotion der Johann-Wolfgang-Goethe-Universität Frankfurt/Main
- 2006 Fritz-Bauer-Preis der Humanistischen Union[14]
- 1998 Arnold-Freymuth-Preis
- 1998 Josef-Neuberger-Medaille
- 1976 Theodor-Heuss-Preis der Theodor-Heuss-Stiftung

## Veröffentlichungen
- Über Wanzen – Bemerkungen zum „Großen Lauschangriff“. In: Humanistische Union e. V. (Hrsg.): Innere Sicherheit als Gefahr. Berlin 2003, S. 195–203, ISBN 3-930416-23-9.
- Wehret dem bitteren Ende! – Die Politik verliert im Kampf gegen innere Feinde jedes Maß. In: Die Zeit, 10/2005 Hier online zu lesen.
- Das Grundrecht auf Gewährleistung der Vertraulichkeit und Integrität informationstechnischer Systeme. In: Neue Juristische online Zeitschrift, Jg. 2008, S. 1907 ff.
- (zusammen mit Gerhart Baum): Der Baum und der Hirsch. Deutschland von seiner liberalen Seite. Propyläen, Berlin 2016, ISBN 978-3-549-07471-8.